# Grootmoeder Kegge
Grootmoeder Kegge is een hoorspel naar een hoofdstuk uit de Camera Obscura (1839) van Nicolaas Beets. Peggy van Kerckhoven bewerkte het en de NCRV zond het uit op vrijdag 14 mei 1965, van 20:50 uur tot 21:30, als eerste van een reeks Hildebrand-miniaturen. De regisseur was Wim Paauw.

## Rolbezetting
- Frans Somers (Hildebrand)
- Huib Orizand (Adam Kegge)
- Fé Sciarone (Hanna)
- Paula Majoor (Henriëtte Kegge)
- Donald de Marcas (William Kegge)
- Nel Snel (z’n hospita)
- Elly van Stekelenburg (grootmoeder Kegge)
- Trudy Libosan (kinderstemmen)

## Inhoud
Grootmoeder Kegge was een mager, gebruind vrouwtje, altijd in het zwart gekleed en altijd gevolgd door een mooie grote hazewindhond. Ze was maar klein van gestalte en toch een statige en indrukwekkende verschijning. Ze was een eenzame, zelfs wat geheimzinnige figuur in dat rommelige huishouden van de familie Kegge. Hildebrand leerde die familie kennen via een medestudent in Leiden, William Kegge, die uit de West gekomen was. Op het moment dat hij hem ziek aantrof, kreeg hij van hem een ring ter bewaring en korte tijd later overleed zijn vriend. Hildebrand verwittigde zijn ouders. Twee jaar later kwam de familie ook naar Nederland en kort daarop bracht de oude heer Kegge hem een bezoek…